# NGC 7711
NGC 7711 је лентикуларна галаксија у сазвежђу Пегаз која се налази на NGC листи објеката дубоког неба.
Деклинација објекта је + 15° 18' 6" а ректасцензија 23h 35m 39,4s. Привидна величина (магнитуда) објекта NGC 7711 износи 12,1 а фотографска магнитуда 13,1. NGC 7711 је још познат и под ознакама UGC 12691, MCG 2-60-4, CGCG 432-7, PGC 71836.